# خطت میزنم
«خطت میزنم» (به انگلیسی: Cross You Out) ترانه‌ای توسط خوانندهٔ بریتانیایی چارلی ایکس‌سی‌ایکس با همراهی خوانندهٔ آمریکایی اسکای فریرا می‌باشد که به‌عنوان اولین تک‌آهنگ تبلیغاتی از سومین آلبوم چارلی ایکس‌سی‌ایکس با عنوان چارلی در ۱۶ اوت سال ۲۰۱۹ منتشر شد. این ترانه توسط ای. جی. کوک و لوتوس چهارم تولید شده است.